# Santo Tomas (Pampanga)
Santo Tomas è una municipalità di quarta classe delle Filippine, situata nella Provincia di Pampanga, nella regione di Luzon Centrale.
Santo Tomas è formata da 7 baranggay:
- Moras De La Paz
- Poblacion
- San Bartolome
- San Matias
- San Vicente
- Santo Rosario (Pau)
- Sapa (Santo Niño)